# 松谷秀幸
松谷 秀幸（まつたに ひでゆき、1982年10月16日 - ）は、大阪府大阪市鶴見区出身の競輪選手、元プロ野球選手（投手）。
競輪選手としては日本競輪選手会神奈川支部所属、ホームバンクは川崎競輪場。日本競輪学校（当時。以下、競輪学校）第96期生。

## 来歴・人物

### 野球選手時代
母子家庭で育ったこともあり、費用面から特待生の制度を受けないと進学できなかったため、地元の強豪校は諦め沖縄県にある興南高校に入学。同校では2年からエースを務め、県大会準優勝。最速149km/hの速球とカーブのコンビネーションで、3年夏の大会では初戦を完封するなどの活躍を見せたが3回戦で敗退し、甲子園出場はならなかった。社会人野球の日立製作所硬式野球部から声が掛かっていたこともあり社会人に進むつもりでいたが、2000年のドラフト3位でヤクルトスワローズから指名を受けたことで、入団を決意。高校の1学年下の後輩に上原厚治郎がおり、社会人を経由して2004年のドラフトで指名された上原と、再び同じチームで野球をしている。
プロ入り1年目の2001年には、高卒ルーキーでありながらファームで15試合に登板し、先発も経験。綺麗なフォームから伸びのある速球を投じ、次代のエース候補として長く期待を受ける存在であった。しかし6年間で肘を3回手術するなど怪我に泣くことになる。2003年・2004年はほぼリハビリに費やすこととなったが、地道な努力により克服。
2005年には自己最多の34試合に登板し、2006年も飛躍が期待されていたが、再び故障を発症。一軍登板がないまま同年オフに戦力外通告を受けた。

### 競輪選手時代
プロ野球球団を退団後は高速道路や道路工事の現場でアルバイトを経験、その後はスワローズからの紹介で千葉中央ヤクルト販売株式会社に就職、一時期はサラリーマン生活を送る。だが、サラリーマン生活が肌に合わないと感じたこと、通勤電車の車内吊り広告で競輪学校が年齢制限を撤廃したことを知り、プロ野球選手時代からパワーマックスをトレーニングに取り入れていたこともあって、家族に了承を得た上で2007年11月、競輪学校第96回生徒入学試験を受験。
親交のあった、当時横浜ベイスターズ投手コーチであった野村弘樹を頼り、当時競輪選手の佐々木龍也を紹介され弟子入り。ただ、その時点では願書提出後であり受験まで2か月しかない中であったため佐々木からは呆れられたというが、師匠のもとで仕事を続けながらパワーマックスでひたすらトレーニングに励んだことで、2008年1月に合格が発表され、再びプロスポーツの世界に足を踏み入れることとなった。競輪学校の同期には、自転車競技経験者では深谷知広、雨谷一樹、守澤太志などのちトップレーサーとして活躍した者や、他にもアイスホッケーU20日本代表経験者の杉本正隆などもおり、その中での在校競走成績は9勝で17位だった。
2009年5月1日付けで選手登録され、同年7月4日の松戸FIIでデビュー。デビュー戦で初勝利を挙げた。
2010年2月10日、川崎FIIで初優勝。
2011年6月13日、レインボーカップA級ファイナル（函館）で3着となり、S級に特別昇級。
2013年6月9日、小田原競輪場で行われた、「花月園メモリアルin小田原」（GIII）で優勝。元プロ野球選手の競輪選手がGIIIを制したのはこれが初めてであった。同年のオールスター競輪でGI初出場。
2017年9月19日、武雄競輪場で行われた第33回共同通信社杯競輪でGIIの決勝に出走。
2019年は6つある全てのGIで出場選手として選出されており、2021年からはGIの連続出場を続けている（2025年8月現在・継続中）。
2024年は、2月の第39回読売新聞社杯全日本選抜競輪で準決勝3着となり、元プロ野球選手の競輪選手として初のGIレース決勝戦進出を果たした（5着）。さらに11月の第66回朝日新聞社杯競輪祭でもGI決勝戦進出するなどし、同年は賞金ランキングで自身最高位となる20位につけた（獲得賞金額6136万2200円）。

## 詳細情報

### 年度別投手成績
- 一軍公式戦出場なし

### 背番号
- 48 （2001年 - 2002年）
- 68 （2003年 - 2006年）

## 関連情報

### 関連書籍
- 『道を拓く：元プロ野球選手の転職』（長谷川晶一著、扶桑社、2024年10月、ISBN 9784594099077）